# Girardota
Girardota là một khu tự quản thuộc tỉnh Antioquia, Colombia. Thủ phủ của khu tự quản Girardota đóng tại Girardota Khu tự quản Girardota có diện tích 78 ki lô mét vuông. Đến thời điểm ngày 28 tháng 5 năm 2005, khu tự quản Girardota có dân số 28973 người.